# Classificazione di Child-Pugh
La classificazione di Child-Pugh (nota anche come classificazione di Child-Turcotte-Pugh) è un sistema di punteggio utilizzato per valutare la gravità delle epatopatie croniche, in particolar modo la cirrosi epatica. Sebbene sia stata inizialmente creata come indice prognostico per valutare la mortalità da intervento chirurgico, viene utilizzata per valutare la gravità del paziente e la sua necessità di un trapianto di fegato. Sia lo United Network for Organ Sharing (UNOS), sia Eurotransplant hanno sostituito tale sistema di punteggio con la classificazione MELD  per la realizzazione della lista di attesa per il trapianto.

## Storia
Tale sistema di punteggio fu proposto da Child e Turcotte dell'Università del Michigan nel 1964 e modificato da Pugh nel 1972, che sostituì il criterio dello stato nutrizionale con l'INR ed eliminò così il parametro ritenuto maggiormente soggettivo.

## Calcolo
Il calcolo si basa sulla valutazione di cinque parametri clinici, a ciascuno dei quali può essere assegnato un punteggio compreso tra 1 e 3. Tuttavia i parametri variano a seconda dei testi di riferimento e, nei meno recenti, l'INR è sostituito dal semplice tempo di protrombina.
| Parametro                         | 1 punto  | 2 punti                 | 3 punti                    |
| --------------------------------- | -------- | ----------------------- | -------------------------- |
| Bilirubina totale, μmol/l (mg/dl) | <34 (<2) | 34-50 (2-3)             | >50 (>3)                   |
| Albumina sierica, g/dl            | >3,5     | 2,8-3,5                 | <2,8                       |
| INR                               | <1.7     | 1.71-2.30               | > 2.30                     |
| Ascite                            | Assente  | Lieve                   | Da moderata a grave        |
| Encefalopatia epatica             | Assente  | Gradi I-II (trattabile) | Gradi III-IV (refrattaria) |

Nella colangite sclerosante primitiva e nella colangite biliare primitiva i valori della bilirubina sono modificati come conseguenza del fatto che tali malattie sono caratterizzate da alte concentrazioni di questo catabolita. Il limite superiore per 1 punto è fissato a 68 µmol/l (4 mg/dl) e limite superiore per 2 punti a 170 µmol/l (10 mg/dl).

## Interpretazione
A seconda del punteggio si possono identificare tre classi di Child-Pugh: A, B e C.
| Punteggio | Classe | Sopravvivenza a un anno | Sopravvivenza a due anni |
| 5-6       | A      | 100%                    | 85%                      |
| 7-9       | B      | 81%                     | 57%                      |
| 10-15     | C      | 45%                     | 35%                      |

## Differenze rispetto ad altri sistemi di punteggio
Oltre alla classificazione di Child-Pugh esiste la più recente classificazione MELD che sempre più viene utilizzata nella valutazione della prognosi e della priorità dei pazienti in attesa di trapianto di fegato. Sebbene i due sistemi di punteggio siano più o meno equivalenti, il MELD risulta essere più accurato nella valutazione della mortalità perioperatoria dei pazienti con insufficienza epatica; trattandosi di un modello a regressione lineare che valuta i tre parametri di bilirubina, creatinina e INR, risulta migliore della classificazione di Child-Pugh in quanto è oggettivo, non presenta valori soglia e fornisce a ogni variabile un peso proporzionale.
Presi insieme, il sistema Child-Pugh e il MELD si completano a vicenda, fornendo una valutazione precisa del rischio di un intervento chirurgico in pazienti cirrotici.